# Desafio Solar Mundial

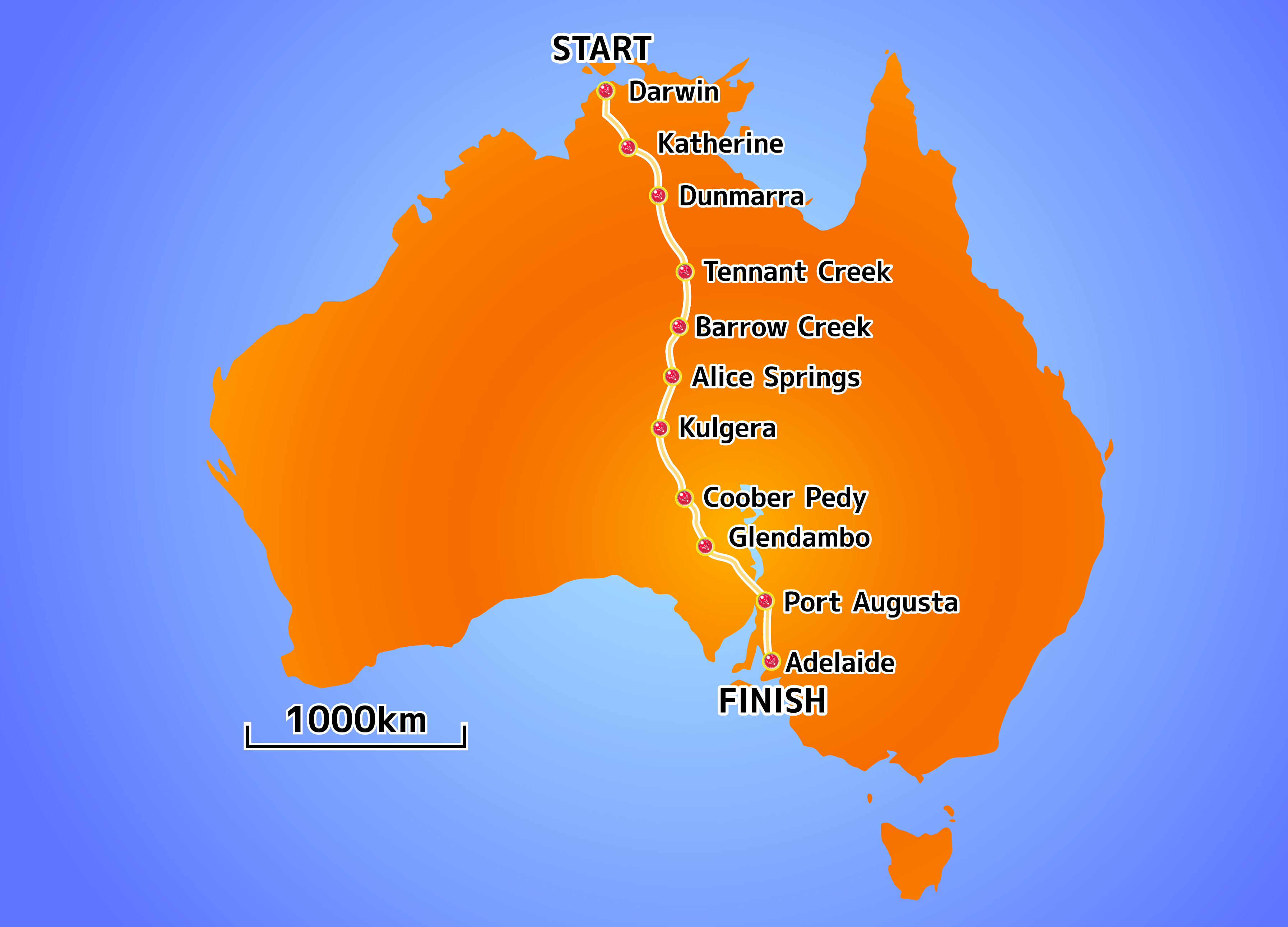
A rota de 3 000 km do Desafio Solar Mundial (Austrália).

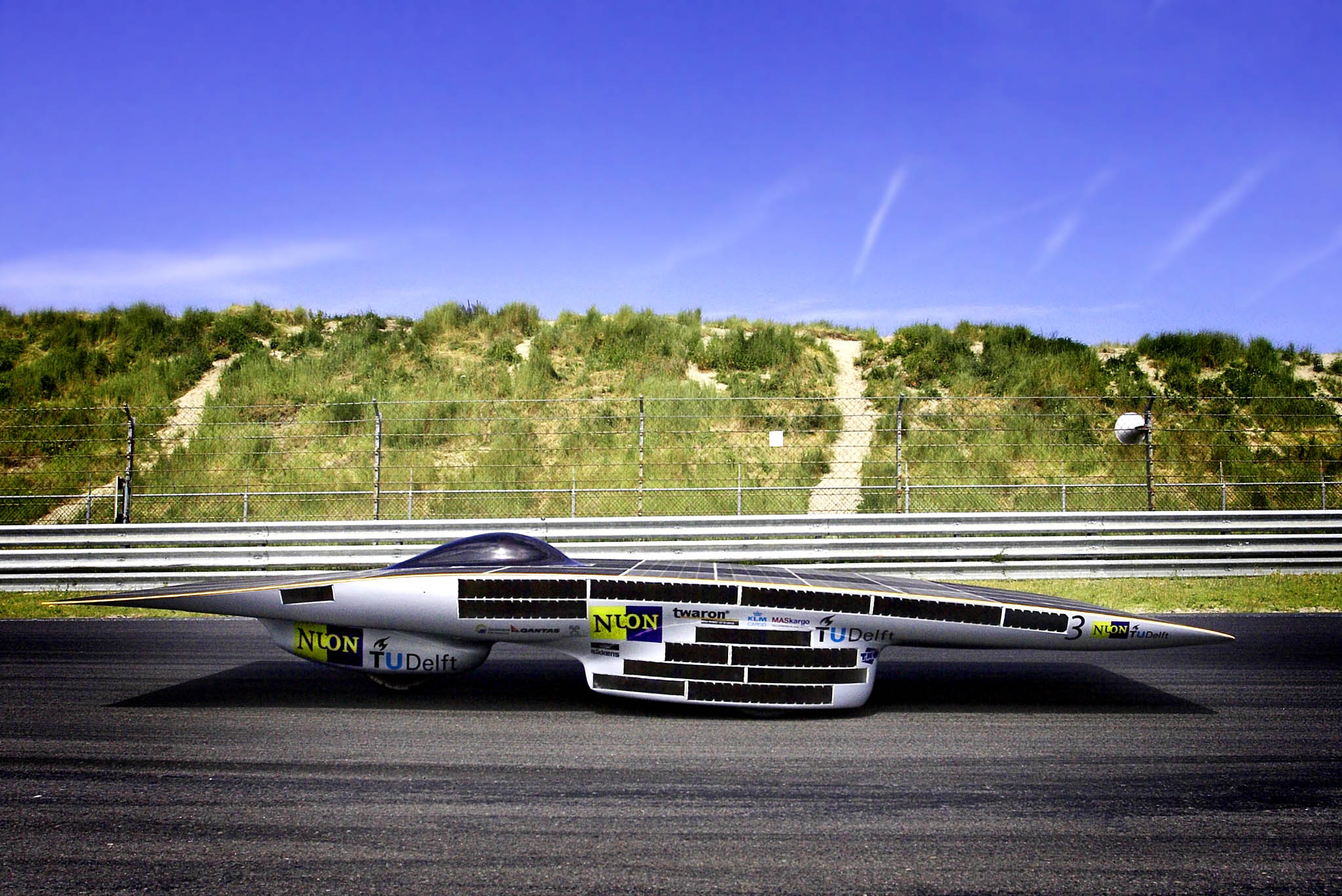
Nuna 3, Dutch Nuna team

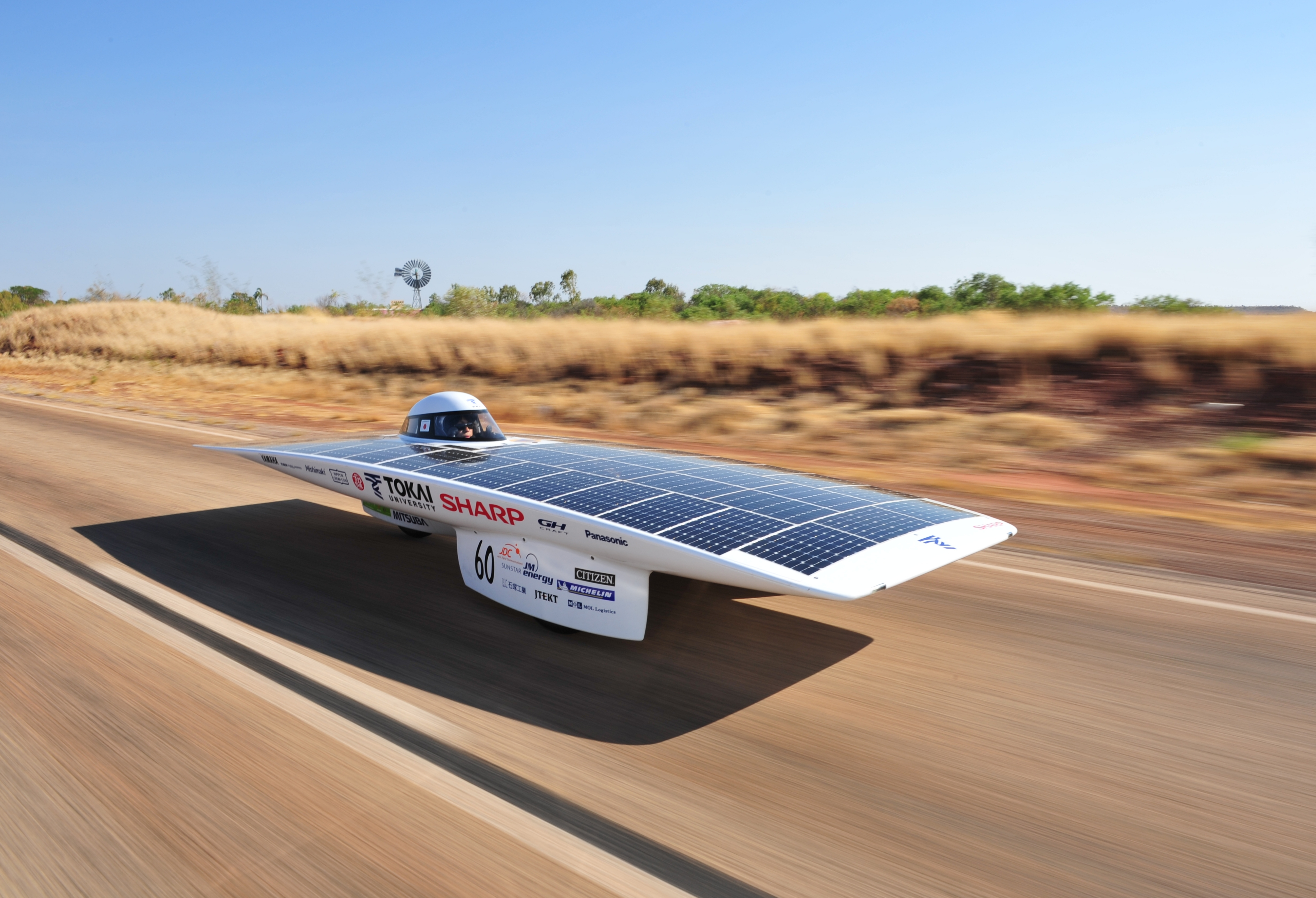
O vencedor do Global Green Challenge 2009, "Tokai Challenger", Japão Tokai University Solar Car Team

O Desafio Solar Mundial é uma corrida de carros solares que ocorre a cada dois anos na Austrália. Nessa competição os carros solares devem percorrer 3 021 km através do deserto australiano, de Darwin a Adelaide.
A corrida atrai muitas equipes ao redor do mundo, a maioria fundada em universidades ou por empresas, mas há também aquelas que são fundadas em escolas de ensino médio.

## Objetivo
O objetivo dessa competição é promover a pesquisa com veículos solares e tecnologias envolvidas. Conta com equipes de universidades e empresariais. Em 2005, 22 equipes de 11 países inscreveram-se para a categoria primária da corrida.

## Regras Importantes
> Como a corrida ocorre em rodovias públicas, os carros devem aderir as regras normais de tráfego. Mas uma nota especial no regulamento oficial marca a tendência dos pilotos a ter vantagem do posicionamento na pista para capturar a máxima quantidade de energia solar. Depois do Meio dia quando o Sol está no oeste, há a vantagem de dirigir no lado direito da pista, providenciando-se, é claro, que não haja tráfego na direção oposta.
> O mínimo de dois e o máximo de 4 pilotos podem ser registrados. Se o peso do piloto (incluindo roupas) for menor que 80 kg, pesos são adicionados ao carro para desfazer a diferença.
> O período de corrida ocorre entre as 8 da manhã até as 5 da tarde. é possível escolher o lugar para passar a noite (ao longo da estrada), também é possível estender esse período em até 10 minutos. Esse tempo extra é compensado com um atraso no dia seguinte.
> Em vários pontos da estradas há os checkpoints, onde os carros devem parar por 30 minutos. Somente é possível realizar manutenção, sem reparos, nessas paradas.
> A capacidade das baterias é limitada pela massa para cada tipo de substância (por exemplo: as baterias de Lítio-Polímero podem ter o peso máximo de 30 kg, enquanto as de Chumbo-Ácido podem chegar até 125 kg). E a capacidade máxima é de 5kWh. No começo da corrida as baterias devem ser carregadas totalmente. Elas não podem ser trocadas durante a corrida, exceto em caso de inutilização. Se ocorrer, uma penalização é aplicada.
> Há um limite pré-estabelecido para as dimensões do veículo, que são: 5m x 1,8m x 1,6m (c x l x a)
> A desaceleração dos dois sistemas de frenagem (travagem) deve ser de, pelo menos, 3,8 m/s²

## A competição
Um eficiente balanceamento das reservas e da energia consumida é a chave para o sucesso durante a corrida. A qualquer momento a velocidade ótima de corrida depende do ambiente e da capacidade restante nas baterias. Os membros da equipe nos carros de escolta a gasolina ficam continuamente recebendo informação do carro via telemetria em tempo real, e eles devem desenvolver programas de computador para trabalhar na melhor estratégia de corrida. É requerido também a presença de um Observador Oficial, que vai instalado no primeiro veículo de escolta, sem nenhum computador.
É importante tornar equilibrada a carga das baterias o melhor possível nos períodos do nascer-do-sol e do pôr-do-sol. A captura da maior quantidade de energia solar que possível. Os painéis solares geralmente são direcionados para que a luz incida na perpendicular, obtendo assim máximo aproveitamento.

## Mudanças para a corrida de 2007
Em 2005, equipes importantes ultrapassaram o limite de velocidade da Austrália do Sul (estado) de 110 km/h, e foi difícil para as equipes de suporte correr com veículos a 130 km/h. Então as regras foram modificadas para a construção de uma nova geração de carros solares, onde esses não ultrapassam os limites de velocidade australianos, com algumas modificações, podendo ser a base para a prática proposição de transporte sustentável.
Equipes de 2007 podiam escolher entre as classes Adventure e Challenge class. Na Challenge class os carros foram restritos a 6 m² de painéis solares (uma redução de 25%), o acesso do piloto de sua saída ser sem ajuda, a posição do assento mais elevada, o carro controlado por volante e muitos novos requerimentos de segurança foram adicionados. Competidores também deveriam atender ao novo limite de velocidade de 130 km/h através da porção da Stuart Highway no Território do Norte.
Esse evento disponibilizou várias categorias, incluindo a Greenfleet class, que contava com carros não solares, porém com eficiência de combustível bastante alta.
Panasonic foi a principal patrocinadora desta edição.

### Edição de 2009
Para essa edição importantes novas regras foram adicionadas, incluindo o uso de novos pneus. Limites de peso da bateria passaram a depender do tipo químico (Lítio-íon, Chumbo Ácido, etc.) utilizado para que todos os competidores possuíssem a mesma capacidade de energia disponível.

## História
A ideia para a competição foi originada pelo dinamarquês Hans Tholstrup. Ele foi o primeiro a circum-navegar o continente australiano com um barco de 16 pés. Em um momento posterior da sua vida ele ficou envolvido e várias competições de carros e caminhões de maior eficiência de combustível. Por volta de 1980, ele ficou alerta para a necessidade de explorar a a energia sustentável com meio de substituir os combustíveis fósseis, nossa atual matriz energética majoritária. Patrocinado pela BP (British Petroleum), ele desenvolveu o primeiro carro solar do mundo, chamado Quiet Achiever, e atravessou os 4052 km entre Sydney e Perth em 20 dias. Esse seria o precursor do Desafio Solar Mundial.
Depois da quarta edição, ele vendeu os direitos ao estado da Austrália Meridional e liderança a corrida foi assumida por Chris Selwood.
A competição ocorria a cada 3 anos até 1999, quando passou a ocorrer a cada 2 anos.
| Edição | Ano  | Classe                  | Participantes | Vencedor                     | Equipe                                     | País                      | Tempo (h:min) | Velocidade Média (km/h) |
| ------ | ---- | ----------------------- | ------------- | ---------------------------- | ------------------------------------------ | ------------------------- | ------------- | ----------------------- |
| 1.     | 1987 |                         | 23            | Sunraycer                    | General Motors                             | Estados Unidos da América | 44:54         | 66.9                    |
| 2.     | 1990 |                         | 38            | Spirit of Biel/Bienne II     | Engineering College of Biel                | Suíça                     | 46:08         | 65.2                    |
| 3.     | 1993 |                         | 55            | Dream                        | Honda                                      | Japão                     | 35:28         | 85.0                    |
| 4      | 1996 |                         | 46            | Dream                        | Honda                                      | Japão                     | 33:53         | 89.8                    |
| 5.     | 1999 |                         | 43            | Aurora 101                   | Aurora Vehicle Association/RMIT University | Austrália                 | 41:06         | 73.0                    |
| 6.     | 2001 |                         | 37            | Alpha Centauri Team (Nuna 1) | TU Delft                                   | Holanda                   | 32:39         | 91.8                    |
| 7.     | 2003 |                         | 33            | Nuon Solar Team (Nuna 2)     | TU Delft                                   | Holanda                   | 31:05         | 97.02                   |
| 8.     | 2005 |                         | 30            | Nuon Solar Team (Nuna 3)     | TU Delft                                   | Holanda                   | 29:11         | 102.8                   |
| 9.     | 2007 | Challenge               | 23            | Nuon Solar Team (Nuna 4)     | TU Delft                                   | Holanda                   | 33:00         | 90.87                   |
| 9.     | 2007 | Adventure               | 18            | TIGA                         | Ashiya University                          | Japão                     | 32:03         | 93.57                   |
| 10.    | 2009 | Challenge               | 32            | Tokai Challenger             | Tokai University                           | Japão                     | 29:49         | 100.54                  |
| 10.    | 2009 | Challenge Class Silicon | 25            | Sunswift IV                  | University of New South Wales              | Australia                 | 39:18         | 76.28                   |

### Outras corridadas de carros solares
- North American Solar Challenge, um evento bienal dos EUA e do Canadá, de Dallas a Calgary.
- South African Solar Challenge, um evento bienal da Africa do Sul com início previsto para 2008.

## Ligações Externas
- site oficial
- Imagens de Alice Springs, Australia - 2007